# Léon-Désiré-Paulin-François-Joseph Bievez
Léon-Désiré-Paulin-François-Joseph Bievez (* 6. März 1889; † 16. Februar 1951) war ein Generalleutnant der belgischen Streitkräfte.

## Leben
Bievez absolvierte eine Offiziersausbildung und fand nach dessen Abschluss verschiedene Verwendungen im Heer. Er wurde am 26. März 1938 zum Oberst befördert und war zwischen 1939 und Beginn des Überfalls der deutschen Wehrmacht 1940 Chef des Stabes des 7. Armeekorps. Nach dem Ende des Zweiten Weltkrieges war er von 1945 bis 1947 Kommandant der Provinz Hennegau und wurde am 26. Juni 1947 zum Generalleutnant befördert.

## Weblink
- Eintrag in Generals.dk

| Personendaten    | Personendaten                               |
| ---------------- | ------------------------------------------- |
| NAME             | Bievez, Léon-Désiré-Paulin-François-Joseph  |
| KURZBESCHREIBUNG | Generalleutnant der belgischen Streitkräfte |
| GEBURTSDATUM     | 6. März 1889                                |
| STERBEDATUM      | 16. Februar 1951                            |